# Giordano Bruno (krater)
Krater Giordano Bruno je udarni krater promjera od 22 km na Mjesecu, na tamnoj strani Mjeseca. Nalazi se između kratera Harkhebi na sjeverozapadu i kratera Szilard na jugoistoku.
Njegova starost je nepoznata, ali se procjenjuje da je nastao radnije od 350 milijuna godina. Ime je dobio po talijanskom filozofu Giordanu Brunu.

## Formacija
Pet redovnika iz Canterburyja su zapisali da su nakon zalaska Sunca 18. lipnja 1178. primijetili da su "gornji dio roga [Mjeseca] podijelio na dva." Detaljni opis je sljedeći: "Bio je sjajan mlađak, i kao obično, njegovi rogovi su bili okrenuti prema istoku; i odjednom, gornji rog se podijelio na dva. Od središnjeg dijela te podjele, blještava baklja se pojavila, izbacujući, na značajnu udaljenost, plamen i iskre. U međuvremenu, tijelo Mjeseca je djelovalo kao u anksioznosti, te, da to opišem riječima onih koji su mi to javili i vidjeli vlastitim očima, Mjesec je kucao poput ranjene zmije. Nakon toga, vratio se u normalno stanje. Ovaj fenomen je ponovljen oko tucet puta, ili više, a plamen je poprimio razne uvrnute oblike, spontano, te se potom vratio u normalnu. Onda, nakon ovih transformacija Mjeseca od roga do roga, tj. preko svoje cijele duljine, poprimio je tamniji izgled." 1976., Jack Hartung je iznio mišljenje da je taj izvještaj opisao stvaranje kratera Giordano Bruno te da su redovnici vidjeli Prijelazni Mjesečev fenomen.
Moderne teorije pretpostavljaju da je maleni asteroid ili komet pao na Mjesec te uzrokovao malenu eksploziju i krater. Drugi pak osporavaju tu tezu i navode da je krater širok 22 km te da bi meteor takvom silinom uzrokovao dovoljno krhotina koje bi dovele do tjedan dana duge meteorske oluje nad Zemljom, ali to nitko nije zabilježio u 12. stoljeću. Te dvije teorije su i danas suprotstavljene te se i danas ne zna pravi uzrok stvaranja tog kratera niti što su redovnici promatrali.

## Vanjske poveznice
- NASA: The Mysterious Case of Crater Giordano Bruno